# Nghiên cứu tương quan toàn bộ nhiễm sắc thể
Trong dịch tễ học di truyền, nghiên cứu tương quan toàn bộ nhiễm sắc thể (tiếng Anh thường gọi là GWAS, viết tắt của Genome-Wide Association Studies) liên quan đến việc nghiên cứu các biến dị nhiễm sắc thể quen thuộc của nhiều cá thể khác nhau để xem khác biệt nào tương quan tới một đặc tính cụ thể nào đó. Ví dụ như GWAS thường tập trung xem xét xem các điểm đa hình đơn nucleotide (SNP) nào có quan hệ tương quan tới các loại bệnh, chẳng hạn như ung thư.
Thường phương pháp chung là ta tạo hai nhóm đối tượng cần nghiên cứu: nhóm có đặc tính và nhóm không có đặc tính. Sau đó tiến hành lấy mẫu DNA của hai nhóm này và đọc các biến dị di truyền nhờ vào các chuỗi SNP. Sau đó nếu ta tìm được alen nào xuất hiện thường xuyên hơn hẳn ở các mẫu có đặc tính so với ở các mẫu không chứa biến thể thì ta xem như SNP này có quan hệ tương quan tới đặc tính mà ta quan tâm.
Lưu ý rằng ta xem xét toàn bộ nhiễm sắc thể chứ không chỉ tập trung ở một vùng nào đó nhất định. Ngoài ra, GWAS chỉ ra quan hệ tương quan chứ không nêu rõ quan hệ nhân quả. Thật vậy, ta có thể chỉ ra gene A và B hay biểu hiện ở người mắc bệnh C hơn bình thường, nhưng không thể khẳng định do gene A hay gene B hay là hợp của cả hai là nguyên nhân gây ra bệnh này.